# Frank Arnold Bumpus
Frank Arnold Bumpus (Birmingham, 1886 – Londra, 1980) è stato un ingegnere britannico.
Maggiore ingegnere del Royal Naval Air Service, dopo la fine della prima guerra mondiale andò a lavorare presso la Blackburn Aircraft, dove fu autore di numerosi progetti di aeromobili. Fu membro della Royal Aeronautical Society e insegnante presso il Royal College of Science di South Kensington, a Londra.

## Biografia
Nacque nel 1886, e frequentò la Loughborough Grammar School, completando poi gli studi presso il Royal College of Science e presso l'Università di Londra dove conseguì la laurea in ingegneria. 
Tra il 1910 e il 1914 lavorò negli Stati Uniti d'America come progettista di turbine navali, rientrando in Gran Bretagna allo scoppio della prima guerra mondiale.
Durante il conflitto transitò nei ruoli della riserva con il grado di tenente, venendo poi assegnato al Royal Naval Air Service. Entrò nel mondo dell'aviazione per esigenze belliche, nominato direttore aggiunto della Blackburn Aircraft, dove supervisionò la realizzazione del progetto del prototipo dell'idrovolante triposto antisommergibile Blackburn G.P. e del bombardiere triposto R.T.1 Kangaroo, che fu costruito in serie. Terminò la guerra con il grado di maggiore, e nel 1919 andò a lavorare stabilmente presso la Blackburn con l'incarico di capo progettista, dove fu responsabile della realizzazione dei caccia F.1 Turcock e F.2 Lincock, degli aerosiluranti imbarcati T.1 Swift e T.2 Dart e dell'idrovolante da difesa costiera T.3 Velos realizzato per la marina greca. In particolare il T.2 Dart fu il principale modello di aerosilurante imbarcato sulle portaerei della Royal Navy, operando negli Squadron della Fleet Air Arm dal 1923 al 1933.  Il Flt Lt Gerald Boyce fu il primo pilota ad effettuare un appontaggio notturno con un T.2 Dart sulla portaerei Furious il 6 maggio del 1926.
Durante l'attività di progettista fu autore di numerosi brevetti in campo aeronautico tra cui: Improvements in or relating to means or apparatus for adjusting or balancing the movement of the elevators or other controlling surfaces of aeroplanes (10 agosto 1916), Improvements in folding wings for aeroplane flying machines (17 luglio 1924), Improvements in or connected with landing gear for aircraft (5 settembre 1924), Improvements connected with slats for aircraft (17 dicembre 1934), e Improvements in folding self-supporting cantilever wings for aircraft (29 maggio 1935).
Presso la Blackburn ricoprì anche gli incarichi di direttore, e amministratore delegato, e prima del pensionamento, avvenuto nel 1951, ricoprì anche l'incarico di amministratore delegato dello stabilimento Blackburn di Dumbarton. Si spense nel 1980.

## Progetti
- Blackburn G.P.
- Blackburn R.T.1 Kangaroo
- Blackburn F.1 Turcock
- Blackburn F.2 Lincock[9]
- Blackburn T.1 Swift
- Blackburn T.2 Dart
- Blackburn T.3 Velos

### Annotazioni
1. ↑  Sull'impiego degli aerosiluranti imbarcati scrisse anche un memorandum intitolato The Development of Torpedo-carryng Aircraft edito il 15 dicembre 1927.

### Fonti
1. ↑  The London Gazzette, 6 aprile 1915, pag. 3336.
2. 1 2 3  Peter G. Dancey,  British Aircraft Manufacturers Since 1909, Fonthill Media Ltd., 2014.
3. ↑  Flight n.1587, 25 may 1939, p. 535.
4. 1 2  Flight n.991, 22 december 1927, p. 872.
5. ↑  Woodman 1996, pp. 2-3.
6. ↑  Boroli, Boroli 1983, p. 159.
7. ↑  Boroli, Boroli 1983, p. 160.
8. ↑  Flight n.1587, 25 may 1939, p. 533, assieme al fondatore della ditta Robert Blackburn..
9. ↑  Boroli, Boroli 1983, p. 156.

### Periodici
- (EN) Harry Woodman, Blackburn Dart:The Fleet Air Arm's Seminal Torpedo Bomber, in Air Enthusiast, n. 63, Bromley, The Air Enthusiast, maggio-giugno 1996,  pp. 2-11.
- (EN) The Development and Torpedo Carrier, in Flight. The Aircraft Engineer and Airship, n. 991, London, 22 december 1927,  p. 872.
- (EN) The Story of Yorkshireman's Pre War Venture of the Great Aircraft Business that was Bron of Theme: Famous Aircraft from the Blackburn Monoplane of 1910 to the Skua to Day, in Flight. The Aircraft Engineer and Airship, n. 1587, London, 25 may 1939,  pp. 533-544.